# Vento dell'Est su Weehawken
Vento dell'Est su Weehawken (East wind over Weehawken) è un dipinto in olio su tela di Edward Hopper del 1934.

## Descrizione
Il dipinto rappresenta una via con delle case nelle ore pomeridiane del mese di marzo. Non compaiono figure umane, a parte un gruppo persone illustrate nella parte sinistra del dipinto. La pessima situazione economica del quartiere viene alla luce dall'avviso di vendita di un immobile e dai giardini non curati.

## Storia
L'opera fu realizzata a Weehawken, sobborgo di New York, nel pieno della grande depressione.
Ha fatto parte della collezione della Pennsylvania Academy of the Fine Arts di Filadelfia dal 1952 al 2013, anno in cui è stata venduta a un collezionista per una cifra record.

## Curiosità
Hopper riprenderà il tema del vento nell'acquerello Windy day (Giornata ventosa) del 1938, anche questo facente parte di una collezione privata.